# Mochitlán
Mochitlán è un comune del Messico, situato nello stato di Guerrero.